# Hythe
Hythe (pronunțat /haɪð/) este un oraș în comitatul Kent, regiunea East, Anglia, pe malul Canalului Mânecii. Orașul se află în districtul Shepway.